# Iaçuje
Iaçuje, Iaçoje, Ieçuje (em persa: ياسوج; romaniz.: Yāsūj, Yasooj ou Yesūj) é uma cidade e capital da província de Kohkiluyeh e Buyer Ahmad, condado de Iaçuje e distrito Central, no Irã. Segundo censo de 2016, havia 134 532 habitantes.